# Saint-Pierrevillers
Saint-Pierrevillers es una comuna francesa situada en el departamento de Mosa, en la región de Gran Este.

## Demografía
| 189 | 182 | 160 | 151 | 117 | 140 | 152 |
| Para los censos de 1962 a 1999 la población legal corresponde a la población sin duplicidades (Fuente: INSEE [Consultar]) |     |     |     |     |     |     |